# 737
Năm 737 trong lịch Julius.